# VVV Venlo
Maillots
Le VVV-Venlo (Venlose Voetbal Vereniging-Venlo), est un club de football des Pays-Bas, situé à Venlo et évoluant en Eerste Divisie (D2). Il fut fondé le 7 février 1903.

## Histoire

### Historique
- 1903 : fondation du club sous le nom de VVV-Venlo
- 1954 : fusion avec le SC Venlo en SC VVV-Venlo
- 1966 : le club est renommé FC Venlo-VVV
- 1985 : le club est renommé SBV VVV-Venlo

### Histoire du club
En avril 2011, le club crée l'attention en faisant une première mondiale. En effet, un contrat de 10 ans est signé avec un bébé de 18 mois, Baerke van der Meij.
Le 24 octobre 2020, le VVV-Venlo perd sur un score historique de 0-13 face à l’Ajax Amsterdam.

## Palmarès
| Compétitions nationales | Historique |
| - Coupe des Pays-Bas (1) : - Vainqueur : 1959. - Championnat des Pays-Bas de deuxième division (3) : - Vainqueur : 1993, 2009 et 2017. | - Promotion en championnat des Pays-Bas 1976 - Promotion en championnat des Pays-Bas 1985 - Promotion en championnat des Pays-Bas 1991 - Champion des Pays-Bas de deuxième division 1993 - Promotion en championnat des Pays-Bas 2007 - Champion des Pays-Bas de deuxième division 2009 |

## Personnalités du club

### Joueurs emblématiques
- Dick Advocaat
- Keisuke Honda
- Vampeta
- Patrick Paauwe
- Karim Soltani
- Nordin Amrabat
- Adil Auassar
- Ahmed Ammi
- Samir El Gaaouiri
- Tijjani Babangida
- Niels Fleuren